# It Is Well with My Soul
It Is Well with My Soul (no Brasil: Sou Feliz com Jesus) é um hino cristão escrito por Horatio Spafford em 1873 e composto por Philip Bliss em 1876.

## Histórico
Este hino foi escrito após alguns eventos dramáticos na vida de Spafford. O primeiro foi a morte do seu único filho em 1871. No mesmo ano, houve o Grande Incêndio de Chicago - Spafford, advogado de sucesso, tinha investido em imobiliário na cidade e perdeu tudo no incêndio. Ao incêndio sucedeu-se a crise económica de 1873. Em 1873, planejou viajar à Europa com a família no SS Ville Du Havre, mas à última hora mudou os planos pois tinha assuntos por resolver e a família partiu sem ele. Durante a travessia do Atlântico, o navio colidiu com um veleiro e afundou. As quatro filhas de Spafford morreram. Sua esposa Anna sobreviveu e o enviou um telegrama, agora famoso, “Salva Sozinha”. Logo após, quando Spafford viajou para encontrar sua esposa aflita, ele se inspirou para escrever a letra da música enquanto o navio passava próximo ao local onde suas filhas morreram.
O hino original contém seis estrofes e um refrão. Bliss chamou sua melodia de Ville Du Havre, nome do navio atingido.
Depois disso, a família Spafford teve mais três filhos, um deles morreu na infância. Em 1881, eles, incluindo a bebê Bertha e a recém-nascida Grace, foram a Israel. Os Spaffords se mudaram para Jerusalém e ajudaram a fundar um grupo chamado Jerusalem American Colony, sua missão era servir aos pobres. Mais tarde a colônia tornou-se tema do Prêmio Nobel ganhando Jerusalém, da romancista sueca Selma Lagerlöf.